# Croconema mammillatum
Croconema mammillatum is een rondwormensoort. De wetenschappelijke naam van de soort is voor het eerst geldig gepubliceerd in 1926 door Steiner & Hoeppli.